# Chaunoproctus asperulus
Chaunoproctus asperulus är en kvalsterart som beskrevs av Pearce 1906. Chaunoproctus asperulus ingår i släktet Chaunoproctus och familjen Caloppiidae. Inga underarter finns listade i Catalogue of Life.